# Oleria amalda
Espèce
Oleria amalda est une espèce d'insectes lépidoptères, un papillon diurne appartenant à la famille des Nymphalidae, sous-famille des Danainae, à la tribu des Ithomiini, sous-tribu des Oleriina et au genre Oleria.

## Dénomination
Oleria amalda a été décrit par l'entomologiste britannique William Chapman Hewitson en 1857 sous le nom initial d'Ithonia amalda.

### Sous-espèces
- Oleria amalda amalda ; présent en Colombie.
- Oleria amalda amaldina (Haensch, 1909) ; présent en Colombie.
- Oleria amalda faunula (Bargmann, 1929) ; présent en Colombie.
- Oleria amalda modesta (Haensch, 1903) ; présent en Équateur
- Oleria amalda ssp., Willmott & Lamas ; présent en Colombie.
- Oleria amalda ssp., Lamas & Willmott ; présent en Colombie.
- Oleria amalda ssp.,  Neild ; présent au Venezuela[1].

## Description
Oleria amalda est un papillon au corps à abdomen fin, aux ailes transparentes dont les ailes antérieures ont leur bord interne concave.
Sur le dessus les ailes transparentes sont bordées de marron à jaune doré (suivant les sous-espèces), veinées de marron et aux ailes antérieures des bandes marron à jaune doré partent du bord costal, l'une jusqu'au bord interne, la seconde sur la longueur de la cellule la troisième déparant l'apex.

## Écologie et distribution
Oleria amalda est présent  en Colombie, au Venezuela et en Équateur,.

### Protection
Pas de statut de protection particulier.